# Bijjaragi, Bijapur
Bijjaragi là một làng thuộc tehsil Bijapur, huyện Bijapur, bang Karnataka, Ấn Độ.